# Kathedrale von Baucau

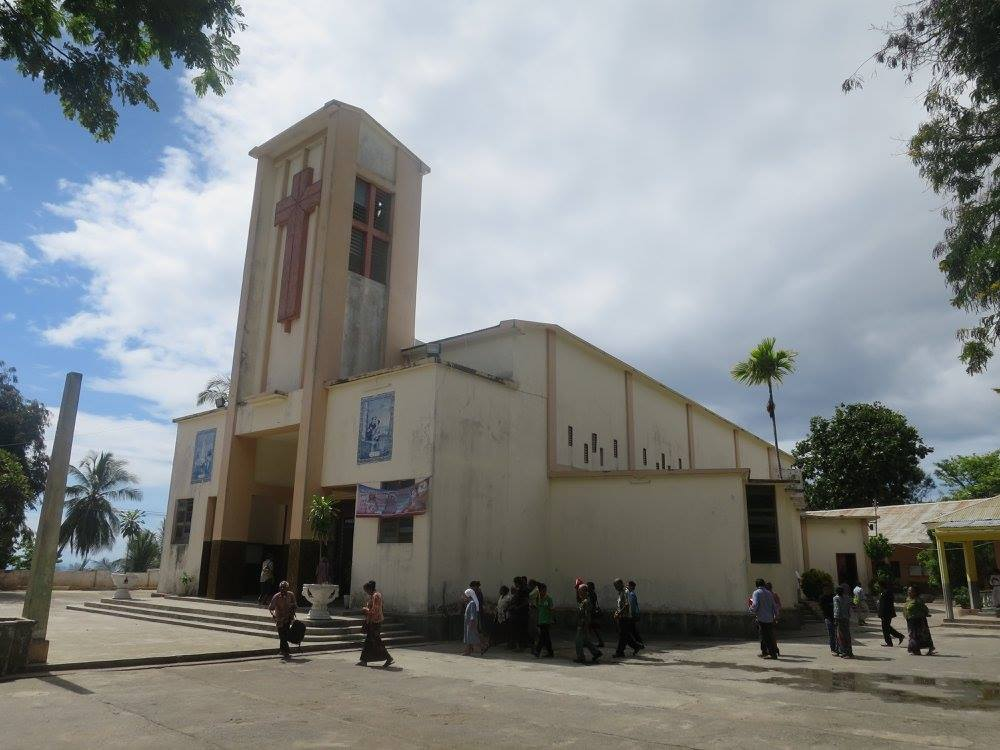
Kathedrale Santo António (2016)

Die römisch-katholische Kathedrale Sankt Antonius (Catedral Santo António) ist die Kathedrale von Baucau und ist der Bischofssitz des Bistums Baucau. Sie liegt in Baucaus Altstadt, im Suco Bahu.

## Architektur
An der Front der Kathedrale befinden sich an den Seiten eines großen Kreuzes zwei portugiesische, weiß-blaue Fliesenbildern, so genannten Azulejos. Das linke Bild zeigt die Jungfrau von Fátima, das rechte heiligen Antonius von Lissabon, den Namenspatron der Kathedrale, mit dem Jesuskind im Arm. Der Kirchturm erhebt sich über das Eingangsportal.
2021 wurde in der Kathedrale Basílio do Nascimento, der erste Bischof von Baucau beigesetzt.

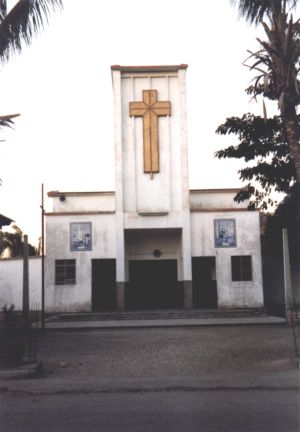
Frontansicht 2002
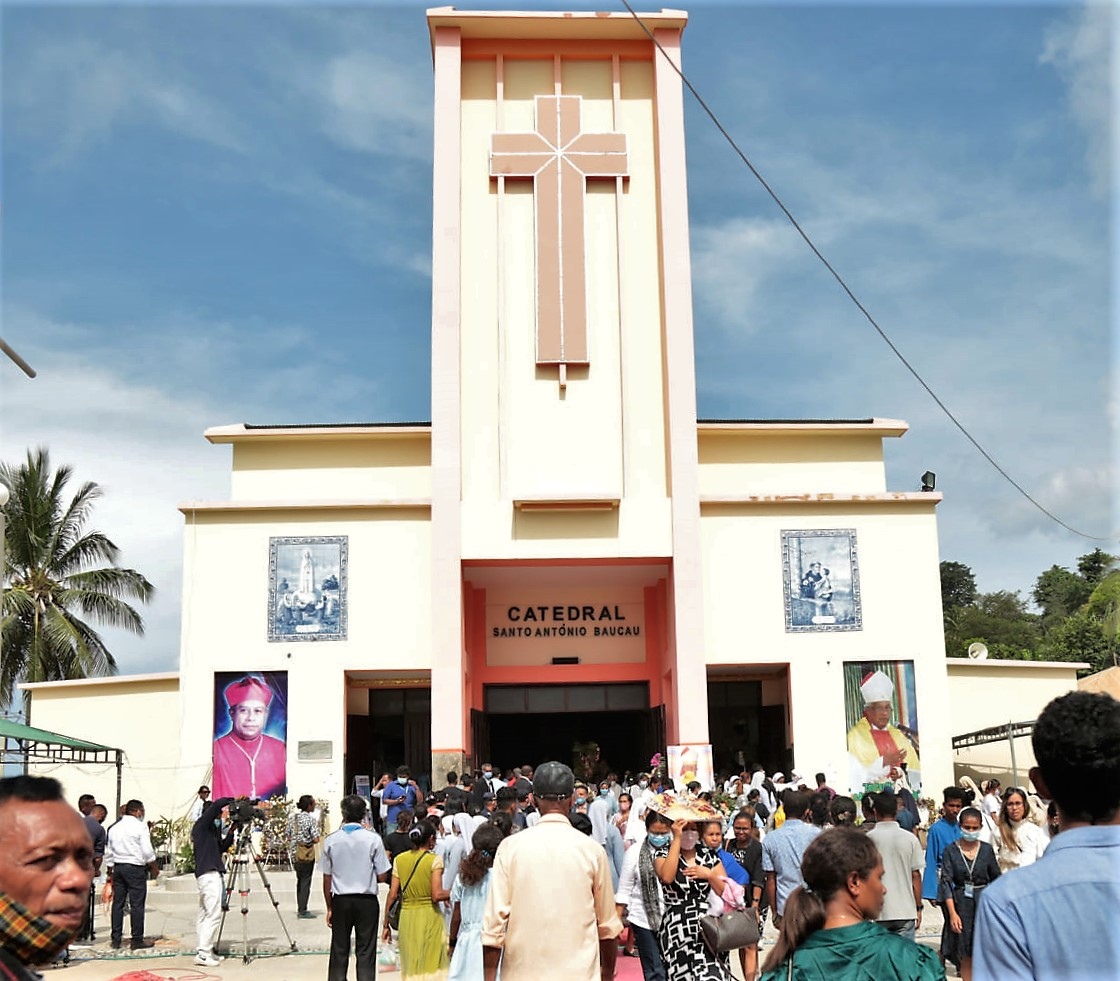
Frontansicht 2021
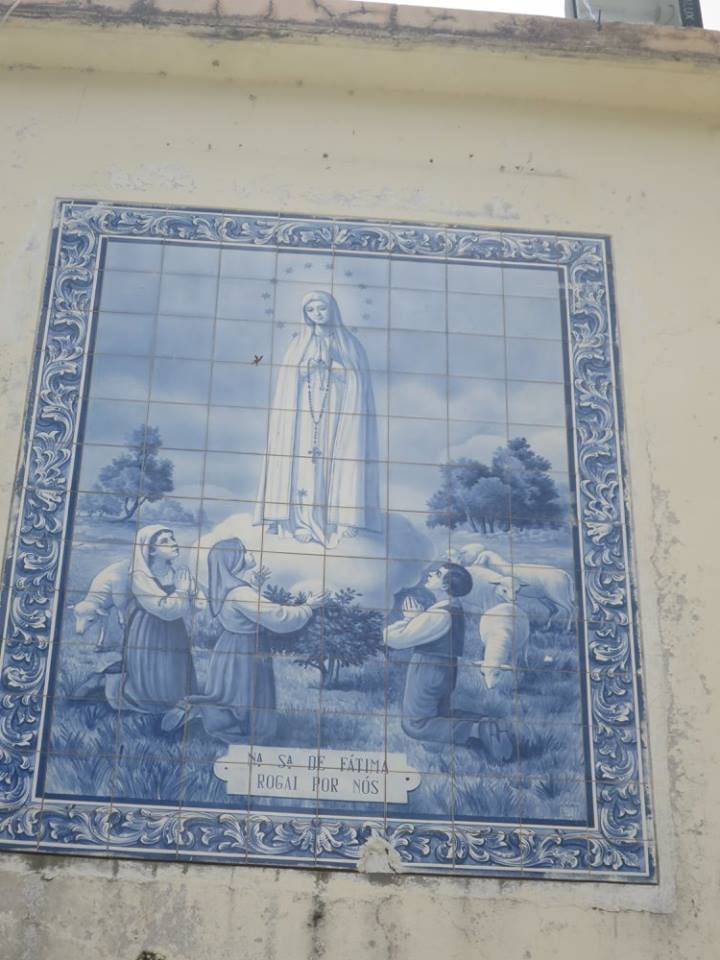
Azulejo der Jungfrau von Fátima
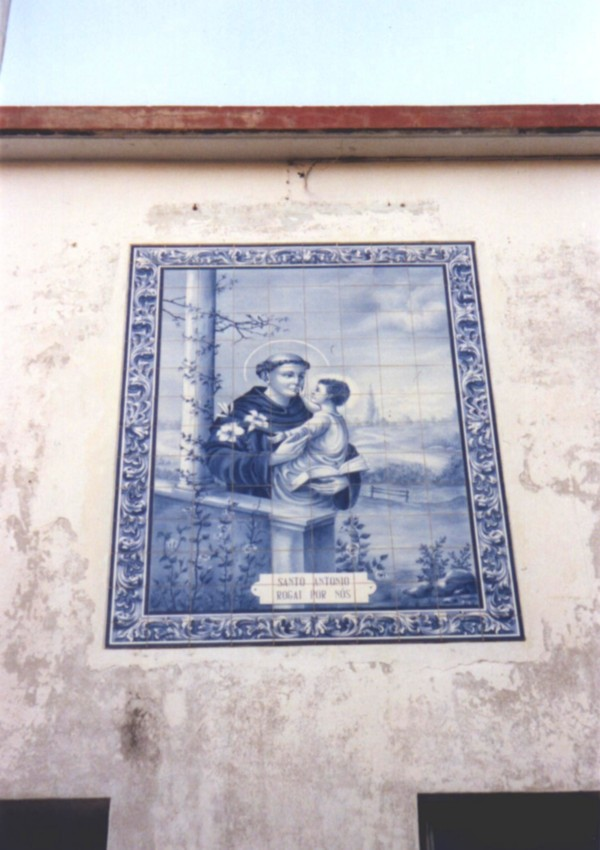
Azulejo des heiligen Antonius
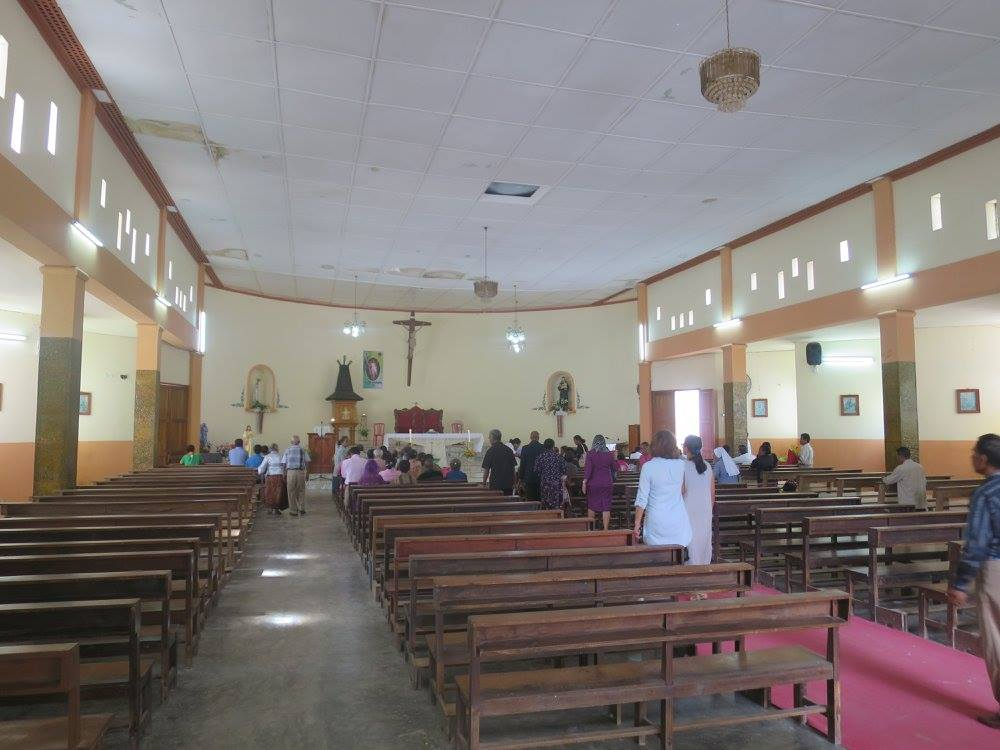
Innenraum der Kathedrale 2016
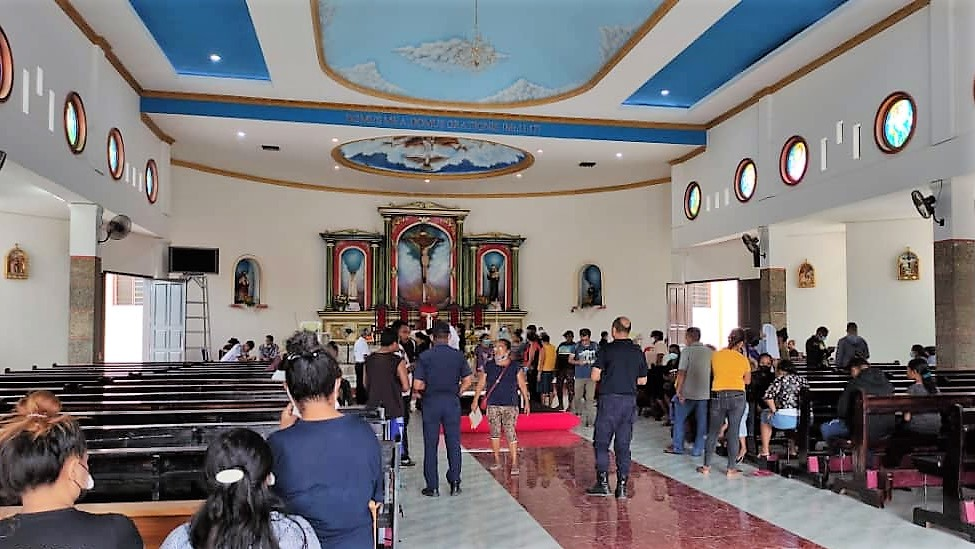
Innenraum der Kathedrale 2021
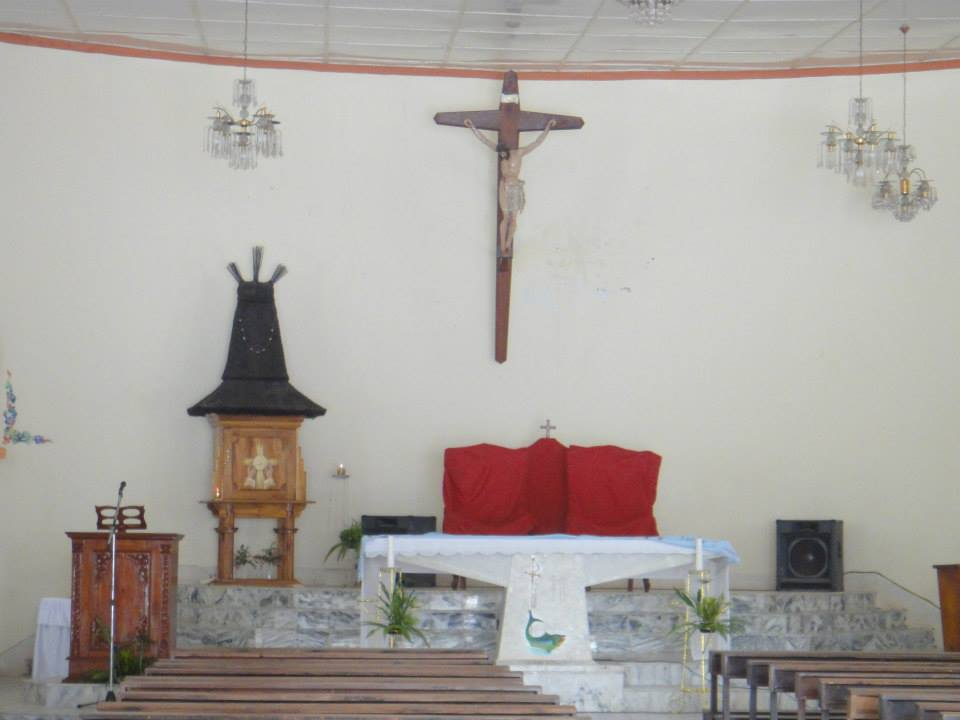
Der Altar 2016
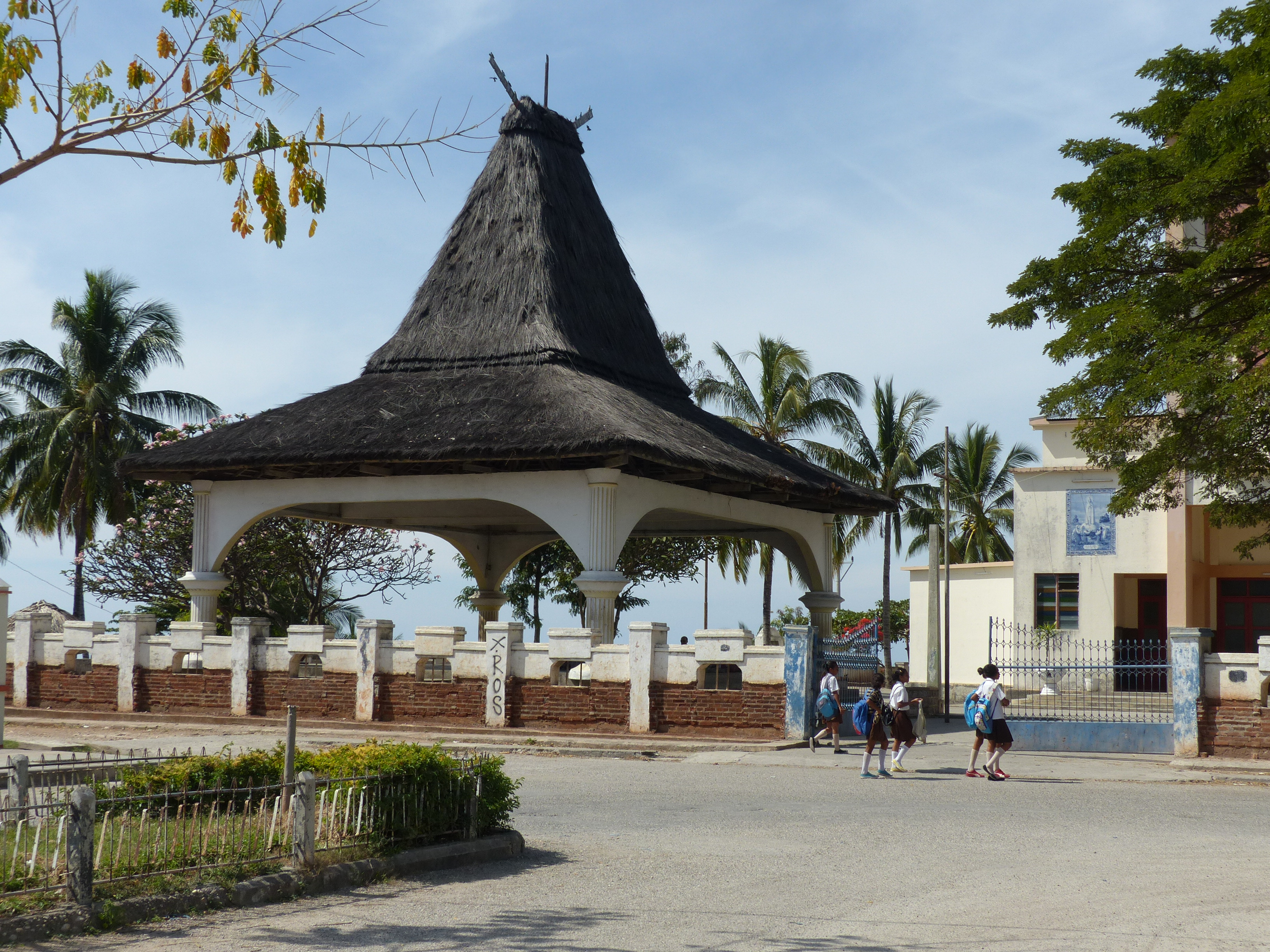
Vorplatz der Kathedrale